# بطاقة هوية المقيم الأجنبي الصيني الدائم
بطاقة هوية الإقامة الدائمة لأجانب جمهورية الصين الشعبية، المعروفة سابقًا باسم بطاقة الإقامة الدائمة للأجانب، والمعروفة باسم «البطاقة الخضراء الصينية»، هي وثيقة هوية قانونية للأجانب الذين حصلوا على مؤهلات الإقامة الدائمة في الصين.

## تاريخ
في عام 1986، تنص المادة 14 من "قانون جمهورية الصين الشعبية بشأن إدارة دخول وخروج الأجانب" (ساري المفعول في 1 فبراير 1986، وتم إلغاؤه في 30 يونيو 2012) على ما يلي: "الاستثمار في الصين أو مع الشركات الصينية وفقًا للقوانين الصينية، يمكن للمؤسسات العامة المشاركة في التعاون الاقتصادي والعلمي والتكنولوجي والثقافي والأجانب الآخرين الذين يحتاجون إلى الإقامة في الصين لفترة طويلة، بموافقة السلطات المختصة في الحكومة الصينية، الحصول على إقامة طويلة الأجل أو الإقامة الدائمة. القواعد التفصيلية (التي أقرها مجلس الدولة في 3 ديسمبر 1986، وأصدرتها وزارة الأمن العام ووزارة الخارجية في 27 ديسمبر 1986 ؛ تمت مراجعتها بموافقة مجلس الدولة في 13 يوليو 1994 .)
في 15 أغسطس 2004، أصدرت وزارة الأمن العام ووزارة خارجية جمهورية الصين الشعبية الأمر رقم 74 لتنفيذ «الإجراءات الإدارية للموافقة على الإقامة الدائمة للأجانب في الصين» (التي وافقت عليها الدولة مجلس جمهورية الصين الشعبية في 13 ديسمبر 2003). تنص «الإجراءات» على المؤهلات ومواد التقديم وإجراءات الموافقة وسلطة الموافقة وتنحية الأجانب للإقامة الدائمة في الصين. المادة 2 من «الإجراءات»: «الإقامة الدائمة للأجانب في الصين تعني أن فترة إقامة الأجانب في الصين ليست محدودة».
المادة 3: «تصريح الإقامة الدائمة للأجانب» يشير إلى الأجانب الذين حصلوا على مؤهل الإقامة الدائمة في الصين. يمكن استخدام وثيقة الهوية القانونية للإقامة في الصين بمفردها. «المادة 4:» يجب على الأجانب الذين حصلوا على مؤهلات الإقامة الدائمة في الصين الدخول والخروج من الصين بجوازات سفر سارية و «تصاريح إقامة دائمة للأجانب». 2010 في 24 أبريل، وفقًا «لقرار مجلس الدولة بشأن تعديل القواعد التنفيذية لقانون جمهورية الصين الشعبية بشأن إدارة دخول وخروج الأجانب») تنص المادة 18 على ما يلي: «يمكن أن تكون فترة صلاحية تصريح إقامة الأجنبي تصدر لمدة 1 إلى 5 سنوات. يحدد مكتب الأمن العام بالمحافظة سبب إقامة الأجنبي. بالنسبة للأجانب الذين يستوفون أحكام المادة 14 من» قانون إدارة دخول وخروج الأجانب«، يجوز لجهاز الأمن العام إصدار شهادة إقامة طويلة الأجل لمدة 1 إلى 5 سنوات؛ وثيقة يمكن أن تصدر حالة الإقامة الدائمة».
في 30 سبتمبر 2014، صرح رئيس مجلس الدولة الصيني Li Keqiang أنه سيكون من الأسهل للأجانب الحصول على البطاقات الخضراء في الصين في المستقبل، مما سيجعل الأمر أكثر ملاءمة للأجانب لإجراء التدريس والبحث في الصين والاستثمار في الأعمال التجارية.
في 12 يناير 2016، أصدرت وزارة الأمن العام في الصين 20 إجراءً لسياسة الدخول والخروج لدعم التطور المبتكر لبكين على موقعها على الإنترنت، بما في ذلك الصينيون الأجانب الحاصلون على درجة الدكتوراه أو أعلى أو العمل في مؤسسات Zhongguancun لمدة 4 سنوات متتالية، وكل منها العام في الصين. الإقامة الفعلية المتراكمة لا تقل عن 6 أشهر، يمكنك التقدم مباشرة للحصول على الإقامة الدائمة في الصين.
اعتبارًا من 9 ديسمبر 2016، سيتم تنفيذ سياسة الدخول والخروج «العشرة الجديدة» رسميًا لبناء مركز شنغهاي للابتكار العلمي والتكنولوجي، مما سيوفر مزيدًا من الراحة في جذب المواهب الخارجية للابتكار وبدء الأعمال التجارية، ويمكن للمواهب الأجنبية العيش والعمل بسلام ورضا.
أصدرت وزارة الأمن العام في 17 أبريل 2017 «خطة الإصلاح لتسهيل تصاريح الإقامة الدائمة للأجانب»، والتي تمت مراجعتها واعتمادها في الاجتماع الثاني والثلاثين للمجموعة القيادية المركزية للتعميق الشامل للإصلاحات. توضح «الخطة» إجراءات الإصلاح الخاصة بتصريح الإقامة الدائمة للأجانب، بما في ذلك خطة تغيير «تصريح الإقامة الدائمة للأجانب» إلى «بطاقة هوية الإقامة الدائمة للأجانب» لتعزيز وظيفة المصادقة على الهوية؛ تتم إعادة التصميم، بالرجوع إلى بطاقة الهوية للمقيم من الجيل الثاني لتحسين تصميم المستند، وتوحيد المعايير الفنية، وتضمين شريحة في المستند لتخزين معلومات إدارة إصدار الشهادة، وذلك لتحقيق تحديد الهوية والتحقق من الثانية -آلة قراءة بطاقة الهوية للمقيمين. بالإضافة إلى ذلك، سيتم تحويل أنظمة المعلومات ذات الصلة للسكك الحديدية والطيران المدني والتأمين والفنادق والبنوك وأنظمة المعلومات الأخرى ذات الصلة لتحقيق تبادل المعلومات حول الأجانب المقيمين الدائمين بين الإدارات. بالإضافة إلى ذلك، ستقوم إدارة الأمن العام أيضًا بإجراء دعاية مستهدفة لزيادة الوعي بـ «بطاقة هوية الإقامة الدائمة للأجانب»
في 16 يونيو 2017، أصدرت وزارة الأمن العام «بطاقات الهوية الدائمة للأجانب لجمهورية الصين الشعبية» للأجانب الذين تمت الموافقة عليهم للإقامة الدائمة في الصين، وأوقفت إصدار «شهادات الإقامة الدائمة للأجانب». النسخة الجديدة تضيف كلمة «هوية» إلى الاسم؛ يمكن التعرف على الإصدار الجديد من بطاقة الهوية بشكل أكبر. تم تصميمه وإنتاجه بالرجوع إلى معيار بطاقة الهوية للمقيم من الجيل الثاني، ويحتوي على شريحة دائرة غير ملامسة مضمنة، والتي يمكن قراءتها بواسطة بطاقة الهوية للمقيم من الجيل الثاني. قراءة الجهاز. اعتبارًا من الأول من يونيو، يمكن لحاملي تصاريح الإقامة الدائمة الأجنبية السارية التقدم إلى سلطة القبول الأصلية أو سلطة الأمن العام لمدينة مقسمة إلى مناطق يعيشون فيها للتقدم بطلب للحصول على نسخة جديدة من الشهادة. بعد تنشيط الإصدار الجديد من البطاقة الخضراء الصينية، يمكن الاستمرار في استخدام تصريح الإقامة الدائمة الحالي للأجانب الذي لا يزال ساريًا، ويمكن لحاملها أيضًا التقدم للحصول على إصدار جديد من الشهادة.
في 27 فبراير 2020، طلبت وزارة العدل علنًا آراء حول لوائح إدارة الإقامة الدائمة للأجانب. بعد نشر مسودة الرأي العام لهذه اللائحة، أثارت على الفور معارضة من جانب واحد تقريبًا من الجمهور.

## قواعد الترميز

### النسخة 2023
مزيج رقم المعرف المكون من 18 رقمًا هو كما يلي:
| 9       | 1                      | 1                      | 1           | 2           | 4           | Y                 | Y                 | Y                 | Y                 | M                 | M                 | D                 | D                 | 8           | 8           | 8           | X             |
| الأجنبي | كود سلطة القبول الأولى | كود سلطة القبول الأولى | رمز الجنسية | رمز الجنسية | رمز الجنسية | تاريخ رمز الميلاد | تاريخ رمز الميلاد | تاريخ رمز الميلاد | تاريخ رمز الميلاد | تاريخ رمز الميلاد | تاريخ رمز الميلاد | تاريخ رمز الميلاد | تاريخ رمز الميلاد | رمز التسلسل | رمز التسلسل | رمز التسلسل | تحقق من الرقم |

### النسخة 2004 2017
مزيج رقم المعرف المكون من 15 رقمًا هو كما يلي:
| C           | A           | N           | 1                      | 1                      | 0                      | 0                      | Y                 | Y                 | M                 | M                 | D                 | D                 | 8           | X             |
| رمز الجنسية | رمز الجنسية | رمز الجنسية | كود سلطة القبول الأولى | كود سلطة القبول الأولى | كود سلطة القبول الأولى | كود سلطة القبول الأولى | تاريخ رمز الميلاد | تاريخ رمز الميلاد | تاريخ رمز الميلاد | تاريخ رمز الميلاد | تاريخ رمز الميلاد | تاريخ رمز الميلاد | رمز التسلسل | تحقق من الرقم |